# عملية ويجوام
عملية ويجوام تضمنت عملية ويجوام اختبار واحد للقنبلة النووية وهي مارك 90 (قنبلة نووية).
وقد أجريت بين عملية إبريق الشاي ومشروع 56 في 14 مايو 1955 على بعد حوالي 500 ميل (800 كم) جنوب غرب سان دييغو في ولاية كاليفورنيا.

## نبذة
شارك 6800 فرد على متن 30 سفينة في ويجوام حيث كان الغرض من ويجوام هو تحديد مدى تعرض الغواصات للأسلحة النووية التي يتم تفجيرها داخل الأعماق وتقييم جدوى استخدام هذه الأسلحة في المواجهة القتالية.
تعتبر عملية ويجوام أول اختبار ذري في أعماق المحيط ولا يزال الاختبار الوحيد الذي تم إجرائه في المياه العميقة أكثر من 1000 قدم حتى الآن.